# スカイパトロール チョッパー・ワン
『スカイパトロール チョッパー・ワン』（原題：Chopper One） は1974年に米国ABCから1シーズンが放映された、ヘリコプターを駆使し犯罪と闘う2人の青年警察官の活躍を描く航空ポリスアクション・テレビドラマ。カラー 30分 全13話（日本では全12話）

## 概要
1974年に米国ABCから放映された、カリフォルニア州警察のヘリコプターチームの活動を描く警察ドラマである。日本ではNHK総合テレビの「少年ドラマシリーズ」の枠の中で、1977年12月05日から12月22日までの3週間放映された。本国アメリカでは製作された13エピソード全てが放映されたが、日本ではパイロット・エピソードを含む12エピソードのみの放映である。
ウェストカリフォルニア警察（WCPD）のドン・バーディック巡査（ジム・マクマラン）とギル・フォーリー巡査（ダーク・ベネディクト）の任務は、南カリフォルニアを空からパトロールして治安を守ることにある。「チョッパーワン」とは警察ヘリコプターの識別コードで、市街地から郊外、山岳地帯、森林地帯、海上までと広範囲を管轄している。彼らはハイウェイの逃走車を追跡し屋上に潜む狙撃犯を捜索するなど、地上のパトカーを常にバックアップするスカイパトロールであり、乗員は機敏な行動力のドン・バーディック巡査と操縦テクニックに長けているギル・フォーリー巡査のコンビからなり、空から犯罪者を追い詰める。
主役の一人ギル・フォーリー巡査を演じたのはダーク・ベネディクト、撮影当時はまだ28歳だった。そして躍動感のあるメイン・タイトルを奏でたのは、ベテランのドミニク・フロンティアである。

## ストーリーとキャラクター

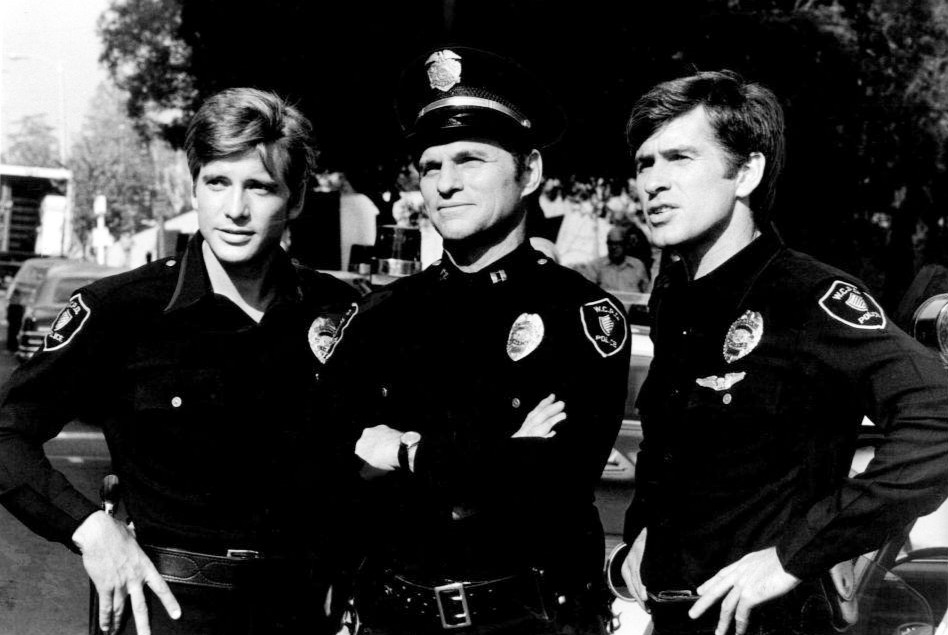
左から;ダークベネディクト、テッドハートリー、ジムマクマラン。

## スタッフ
- 製作：ロナルド・オースティン / ジェームズ・D・ブキャナン
- 製作総指揮：レナード・ゴールドバーグ / アーロン・スペリング
- 監督：E・W・スワックハマー / リチャード・ニュートン / フィル・ボンデリ他
- 音楽：ドミニク・フロンティア

## キャスト
（）は日本語吹替俳優
- ドン・バーディック巡査 - ジム・マクマラン（佐々木功）
- ギル・フォーリー巡査 - ダーク・ベネディクト（樋浦勉）
- 整備係ミッチ - ルー・フリッゼル（神山卓三）
- マッキーガン警部 - テッド・ハートリー（勝部演之）

## 放送リスト
日本での放送はNHK総合テレビ「少年ドラマシリーズ」枠、月曜 - 木曜（18時20分 - 午後18時39分）全12エピソード。
| エピソード | タイトル      | 監督                   | 放送日             | 米国放映エピソード                   |
| ---------- | ------------- | ---------------------- | ------------------ | ------------------------------------ |
| 第1話      | 意外な犯人    | ジョン・ペイサー       | 1977年12月05日(月) | 第13話 "The Hijacking"               |
| 第2話      | 復しゅう      | E・W・スワックハマー   | 1977年12月06日(火) | 第7話 "Ambush"                       |
| 第3話      | 海底のけん銃  | フィル・ボンデリ       | 1977年12月07日(水) | 第8話 "The Copperhead"               |
| 第4話      | 不審な電話    | E・W・スワックハマー   | 1977年12月08日(木) | 第2話 "Strain of Innocence"          |
| 第5話      | 脱獄          | フィル・ボンデリ       | 1977年12月12日(月) | 第3話 "The Bust-Out"                 |
| 第6話      | 思返し        | リチャード・ニュートン | 1977年12月13日(火) | 第9話 "Killing Time"                 |
| 第7話      | 潜入          | シーモア・ロビー       | 1977年12月14日(水) | 第11話 "The Scramble"                |
| 第8話      | 裏切り        | ハリー・フォーク       | 1977年12月15日(木) | 第1話 "Pilot" パイロット・エピソード |
| 第9話      | 誘かい        | フィル・ボンデリ       | 1977年12月19日(月) | 第6話 "The Drop"                     |
| 第10話     | 2時10分の犯行 | リチャード・ニュートン | 1977年12月20日(火) | 第12話 "Downtime"                    |
| 第11話     | 撃退          | フィル・ボンデリ       | 1977年12月21日(水) | 第5話 "The Informer"                 |
| 第12話     | 小さな証人    | ブルース・ビルスン     | 1977年12月22日(木) | 第4話 "The Boy Who Cried Wolf"       |

## その他
- ギル・フォーリー巡査を演じたダーク・ベネディクトは、その後『宇宙空母ギャラクティカ』『特攻野郎Aチーム』などへ出演、その名を広めた。
- 劇中で使用されていたヘリコプターは、ベル・ヘリコプター社製のベル 206A ジェットレンジャーである。
- 全13エピソードのうち、伝染病に感染した不法入国滞在者の話 米国放映エピソード第10話"Deadly Carrier"（監督:ローレンス・ドブキン）のみ、日本では放映されていない。[4]

## ホームメディア
2016年7月に米Sony Pictures Home Entertainment社から、全13話を収録したDVDが発売されている。日本版メディアは未だ発売されていない。